# Leichtathletik-Weltmeisterschaften 2009/Teilnehmer (Britische Jungferninseln)
| Gelbes Symbol für Goldmedaillen mit stilisierten Olympischen Ringen | Graues Symbol für Silbermedaillen mit stilisierten Olympischen Ringen | Braundes Symbol für Bronzemedaillen mit stilisierten Olympischen Ringen |
| ------------------------------------------------------------------- | --------------------------------------------------------------------- | ----------------------------------------------------------------------- |
| —                                                                   | —                                                                     | —                                                                       |

Der Leichtathletik-Verband der Britischen Jungferninseln stellte eine Athletin bei den Leichtathletik-Weltmeisterschaften 2009 in Berlin.

## Ergebnisse

### Frauen

#### Laufdisziplinen
| Athlet           | Disziplin | Vorlauf | Vorlauf | Viertelfinale | Viertelfinale | Halbfinale | Halbfinale | Finale             | Finale             |
| Athlet           | Disziplin | Zeit    | Platz   | Zeit          | Platz         | Zeit       | Platz      | Zeit               | Platz              |
| ---------------- | --------- | ------- | ------- | ------------- | ------------- | ---------- | ---------- | ------------------ | ------------------ |
| Tahesia Harrigan | 100 m     | 11,39 s | 12      | 11,21 s       | 11            | 11,34 s    | 12         | nicht qualifiziert | nicht qualifiziert |